# Šťavelany
Šťavelany jsou soli aniontu se vzorcem (COO) 2-
2 , odvozeného od kyseliny šťavelové odštěpením dvou protonů nebo od hydrogenšťavelanového aniontu (HOOCCOO−) odštěpením jednoho protonu. K nejvýznamnějším solím uvedeného iontu patří šťavelan sodný, (COO)2Na2. V neutrálních vodných roztocích je kyselina šťavelová přítomna výhradně v podobě šťavelanových aniontů.
Jako šťavelany (též oxaláty) se označují také diestery kyseliny šťavelové, například dimethyl-oxalát (C2O4(CH3)2).

## Podobnost s kyselinou šťavelovou
Disociace kyseliny šťavelové probíhá postupně; nejprve odštěpením jednoho protonu vznikne hydrogenšťavelanový anion, Rovnovážní konstanta tohoto procesu, nazývaná disociační konstanta a označovaná Ka, činí 5,37×10−2 (pKa = 1,27). Oddělení druhého protonu, za vzniku šťavelanového iontu, má rovnovážnou konstantu 5,25×10−5 (pKa = 4,28). Tyto hodnoty znamenají, že za neutrálního pH se v roztocích nevyskytují volné molekuly kyseliny a hydrogenšťavelanové ionty jsou přítomny pouze ve stopových množstvích.

## Struktura
Šťavelanový ion zaujímá nerovinnou konformaci, ve které úhly O–C–C–O činí 90° a symetrie je typu D2d.
Při navázání kationtů má šťavelanový ion rovinnou D2h konformaci; v roztoku se ale úhel O–C–C–O u Cs2C2O4 mění na 81(1)°, Cs2C2O4 tak lépe odpovídá D2d symetrii. V případě Rb2C2O4 byly objeveny dvě krystalové formy: v jedné je anion rovinný a v druhé není.

Struktura šťavelanového iontu

Bariéra rotace kolem této vazby byla u volného dianiontu vypočtena na 8–20 kJ/mol.
Z těchto výsledků vyplývá, že vazba mezi uhlíkovými atomy je jednoduchá a π interakce mezi dvojicí CO −
2  jednotek jsou slabé. Energetickou bariéru rotace kolem vazby C−C vytvářejí elektrostatické interakce, kdy je odpuzování atomů kyslíku největší u rovinné formy.

## Výskyt
Šťavelany se často vyskytují v rostlinách, kde se tvoří neúplnou oxidací sacharidů.
Vysoká množství kyseliny šťavelové obsahují například kořeny a/nebo listy špenátu, rebarbory a pohanky; mohou tak v některých případech přispívat k tvorbě ledvinových kamenů. K dalším rostlinám s vysokými koncentracemi šťavelanů patří merlík bílý ("Chenopodium album"), šťovík a druhy z rodu šťavel (Oxalis). Významná množství šťavelanů obsahují z jedlých rostlin a výrobků z nich také například (v sestupném pořadí) karambola, pepř černý, petržel, semena máku, laskavec, mangold, červená řepa a kakaové boby a čokoláda. Jedny z nejvyšších koncentrací byly zjištěny v listech čajovníku (Camellia sinensis); nápoj připravený louhováním v horké vodě ovšem obvykle obsahuje jen malá množství, hmotnost použitých listů totiž nebývá velká.

### Účinky na zdraví

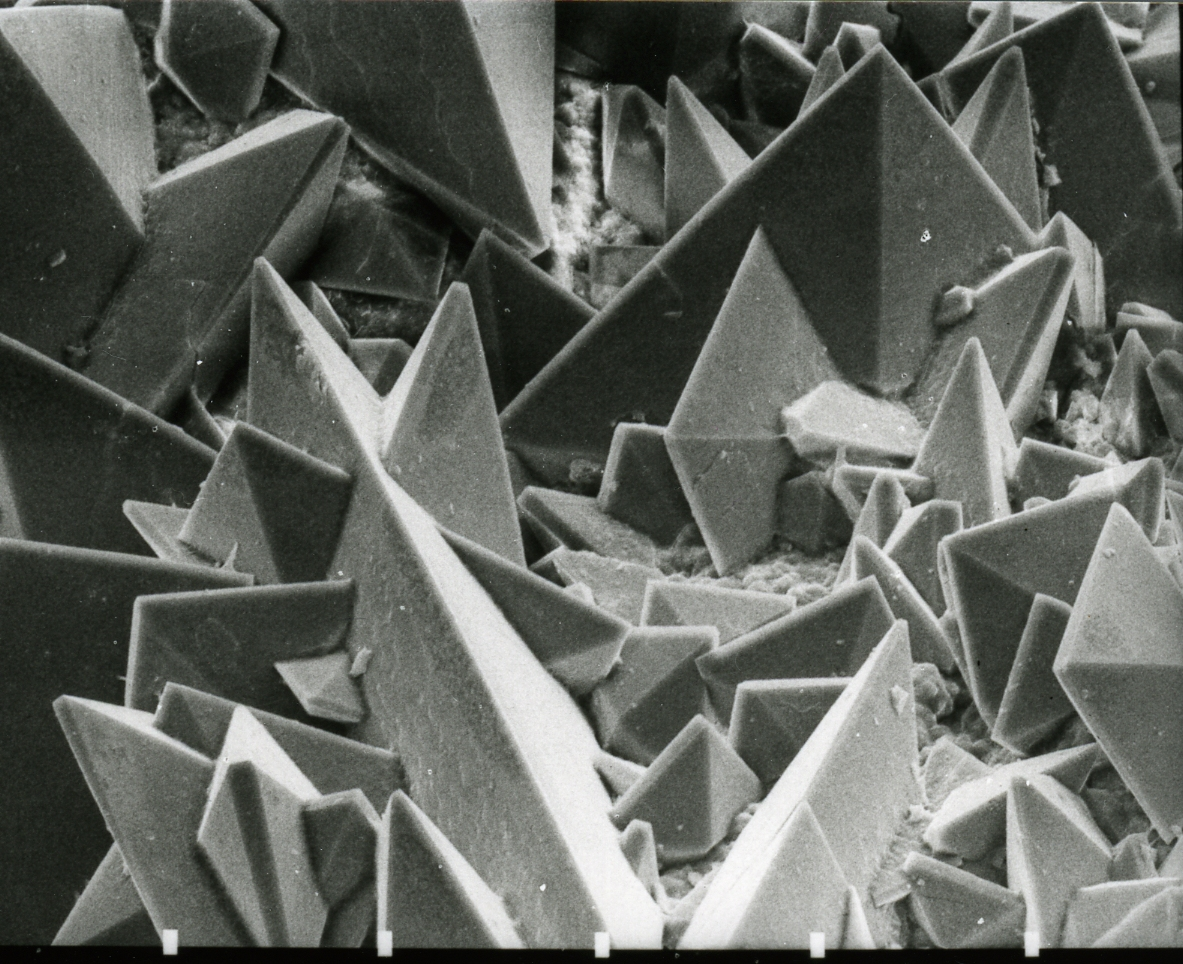
Obrázek povrchu ledvinového kamene pořízený rastrovacím elektronovým mikroskopem zobrazující, krystaly weddellitu (dihydrátu šťavelanu vápenatého) krystalizující na amorfní vnitřní části kamene; vodorovná délka obrázku odpovídá 0,5 mm ve skutečnosti.

Nadměrná konzumace šťavelanů může způsobovat dnu a vznik ledvinových kamenů. Ionty mnoha kovů vytvářejí nerozpustné šťavelany, příkladem může být šťavelan vápenatý, který je hlavní složkou většiny druhů ledvinových kamenů.
Šťavelan železnatý má hlavní podíl na vzniku dny, kde způsobuje srážení jinak velmi dobře rozpustné sodné soli kyseliny močové. K tomuto obvykle dochází ve věku nad 40  let, kdy se koncentrace ferritinu v krvi dostává nad 1 μg/l. Lidé se zvýšeným rizikem dny by se měli vyhnout potravinám s vysokým obsahem šťavelanů.
Při studiích byly krysám podávány zdroje vápníku a potrava s vysokým obsahem kyseliny šťavelové, přičemž se jim ve střevech srážel šťavelan vápenatý a snižovalo se množství šťavelanů absorbovaných tělem (až o 97 %).
Kyselinu šťavelovou mohou vytvářet některé houby rodu Aspergillus.

## Šťavelanové ligandy
Jsou známy komplexy obsahující šťavelanové ligandy (zkráceně ox). Tyto ligandy jsou obvykle bidentátní; jako příklad sloučeniny může sloužit trisoxalatoželezitan draselný. Při navázání šťavelanového iontu na jedno kovové centrum je tento ion vždy rovinný. Jako bidentátní ligand vytváří pětičlenný MC2O2 kruh.
Lék oxaliplatina se vyznačuje lepší rozpustností ve vodě než předešlá léčiva založená na platině, což snižuje její nefrotoxicitu, která by omezovala používání vyšších dávek.
Kyselinu šťavelovou a šťavelany lze autokatalyticky zoxidovat manganistany.
Kyselina šťavelová se používá na odstraňování rzi, přičemž se využívá tvorba rozpustných sloučenin reakcí šťavelanových aniontů s železitými kationty.